# Rubens Sambueza
Rubens Óscar Sambueza (Zapala, Neuquén, 1 de enero de 1984) es un futbolista profesional, entrenador y  argentino; juega como volante ofensivo y su equipo es Deportivo Maipú de la Primera Nacional del fútbol argentino. En octubre de 2013 se nacionalizó mexicano. Es conocido popularmente por su apodo "Sambu". Es hermano de Fabián Sambueza, también futbolista.

## Trayectoria
Volante ofensivo o extremo izquierdo surgido de las divisiones inferiores de River Plate en su natal Argentina, club en el que jugó hasta el 2007 y al que regresó el 2009.
Poseía una gran capacidad para distribuir el juego en el mediocampo, sabía moverse por todo el terreno de juego, era capaz de contribuir a la ofensiva y a la defensiva del equipo, tenía una enorme visión de campo la cual lo ayudaba a repartir diversos balones a profundidad para sus compañeros, poseía una técnica individual de gran nivel, era ágil y veloz con el esférico en los pies. 

### River Plate
Su llegada a River se dio cuando personal del club "millonario" llegó al pueblo dónde vivía a buscar nuevos talentos, quedando entre los seleccionados él y, curiosamente, su vecino. Rubens tenía tan solo 12 años. A los 18 años ya se encontraba en el primer equipo de River Plate. Su debut en primera se dio debido a que River jugaba la final de la Copa Sudamericana 2003 y no contaba con jugadores para el torneo local, por lo que debutó a 10 chicos, entre ellos Sambueza. 
Rubens recibió el apodo de "Cañito" debido a su habilidad para realizar esta jugada, en otros países conocida como "túnel". Esto quedó más que resaltado el 24 de enero de 2004 en el que en un partido frente a Boca burló a varios jugadores pasándoles la pelota entre las piernas. River ganó 1-0 y Rubens fue la figura. Al respecto, Rubens opina que el "túnel" o "caño" es la "jugada más linda".
Jugó a préstamo para Colón de Santa Fe, marcando al menos 5 goles y generando 12 asistencias.

### Pumas de la UNAM
Fue comprado por Pumas de la UNAM de México durante la temporada 2007/2008 estando solo un año jugando y siendo subcampeón en su primer semestre con la Universidad.

### Flamengo
En la temporada 2009 fichó por el Flamengo, pero su estadía en tierras brasileñas fue discreta.

### Estudiantes Tecos
Fue traspasado al equipo de Estudiantes Tecos de México a comienzos del 2010. El 28 de diciembre de 2010, durante un encuentro entre su equipo y el Atlas de Guadalajara, fue expulsado por el árbitro Rafaél Medina, al cual agredió segundos después. Esta acción le propinó un castigo de cinco partidos.

### América
El 30 de mayo de 2012 Rubens Sambueza es fichado por el Club América. Las Águilas del América  compraron al jugador argentino de Tecos por la cantidad de 9.5 millones de dólares . Siendo así el tercer fichaje más costoso de la historia del cuadro azulcrema. Y según palabras del director deportivo Ricardo Peláez:
"Estamos muy contentos, creo que es una buena contratación, Miguel Herrera y Santiago Baños lo conocen perfectamente, estuvieron con él en Tecos, creo que estamos reforzando una zona importante de la cancha, él está muy comprometido, muy ilusionado de este nuevo reto. Creo que tiene grandes condiciones, es un jugador muy encarador, desequilibrante, profundo, de buen manejo de pelota, de buen golpeo de balón, fue muy buena elección que hemos decidido el área deportiva del América".
El 26 de mayo de 2013 obtiene su primer título en México con el América frente al equipo del Cruz Azul, siendo pieza clave para las águilas, jugando como el creativo del equipo, a pesar no tener una buena primer campaña y de haberse perdido varios minutos de juego entre lesiones y suspensiones.

El 26 de octubre de 2013 recibe sus papeles que lo acreditan oficialmente como jugador mexicano, pero debido a su participación con la selección juvenil argentina cuando aún no contaba con pasaporte mexicano no pudo optar a representar a la Selección Mexicana de Fútbol.
El 15 de diciembre de 2013 culmina otra gran temporada para el América en donde son superlíderes con Sambueza como la estrella del equipo, pero son derrotados en la final contra el León con un marcador global de 5-1.
El 14 de diciembre de 2014 nuevamente queda campeón de liga en el Apertura 2014 con el Club América de México logrando la estrella número 12 y el club se convierte en el máximo ganador de ligas mexicanas de la historia. Sambueza fue uno de los jugadores más desequilibrantes en el Apertura 2014, torneo en el que las Águilas lograron su duodécimo campeonato en la era profesional, siendo uno de los mariscales en la ofensiva, convirtiéndose en uno de los referentes del equipo americanista en los últimos torneos.
En el Clausura 2015 compartió el gafete de capitán con Paúl Aguilar (lateral derecho) y Moisés Muñoz (portero). En abril del 2015 se coronó campeón de la Concacaf Liga Campeones 2014-2015 derrotando al Impact Montreal de Canadá y en el mes de diciembre de 2015 disputa el mundial de Clubes con el América en Japón.
El 27 de abril de 2016, jugando a un gran nivel, lideró al equipo para lograr el bicampeonato de Concacaf Liga Campeones 2015-16 derrotando a Tigres en el partido de ida y vuelta con un global de 4-1, Rubens levantó su primer campeonato como capitán del equipo y su cuarto como americanista. Fue premiado con el balón de oro y terminó como el máximo asistidor del torneo con 7 asistencias. En diciembre representó a México en la Copa Mundial de Clubes de la FIFA 2016, quedando en el Cuarto Lugar de la competición.
El 22 de diciembre de 2016 se jugó la final de ida contra los Tigres, terminando 1-1 el encuentro.  Después el 25 de diciembre se jugó la vuelta llegando a los tiros penales después de un empate de 1-1, donde Rubens fue expulsado. El América terminó perdiendo 3-0 en los penales, siendo subcampeón del Apertura 2016.

### Toluca
El 29 de diciembre de 2016 se anuncia de manera oficial su fichaje por el Deportivo Toluca Fútbol Club. Para el Clausura 2017 debutando con los Diablos Rojos en contra de su exequipo el Club América en la victoria de los Escarlatas.
En el primer semestre de 2018 llegó a una final de Liga MX y a una de Copa México, teniendo buenas actuaciones con los "rojos".

### León
Llegó para reforzar al cuadro "esmeralda" para el 2019. Estuvo solo un torneo con el Club León.

### Pachuca
Después es transferido al Club de Fútbol Pachuca donde jugó el Apertura 2019.

### Toluca
En agosto del 2020 se hace oficial su regreso al Deportivo Toluca Fútbol Club.

### Club Deportivo Maipú
En diciembre de 2022, se anunció que Rubens dejaría México para jugar en el Deportivo Maipú de la segunda división de Argentina.

### Pio FC
El 25 de abril de 2024 se anuncia su llegada a Pio FC, Club perteneciente a la Kings League, Liga creada por el exfutbolista catalán Gerard Piqué y que pertenece a la Streamer Mexicana Samantha Rivera Treviño, más conocida como Rivers. Jugó y ganó el repechaje, ayudando al equipo a calificarse a la Kings World Cup.

## Selección nacional
A los 15 ya estaba en la Selección sub-15 de Argentina. También jugó la Copa Mundial de Fútbol Sub-17 de 2001.

## Estadísticas
| Club                       | Div.                | Temporada           | Liga  | Liga  | Liga   | Copas Nacionales(1) | Copas Nacionales(1) | Copas Nacionales(1) | Torneos Internacionales(2) | Torneos Internacionales(2) | Torneos Internacionales(2) | Total | Total | Total  | Media goleadora(3) |
| Club                       | Div.                | Temporada           | Part. | Goles | Asist. | Part.               | Goles               | Asist.              | Part.                      | Goles                      | Asist.                     | Part. | Goles | Asist. | Media goleadora(3) |
| -------------------------- | ------------------- | ------------------- | ----- | ----- | ------ | ------------------- | ------------------- | ------------------- | -------------------------- | -------------------------- | -------------------------- | ----- | ----- | ------ | ------------------ |
| River Plate Argentina      |                     |                     |       |       |        |                     |                     |                     |                            |                            |                            |       |       |        |                    |
| 1°                         | 2003/04             | 13                  | 1     | 4     | -      | -                   | -                   | 9                   | 1                          | -                          | 22                         | 2     | 0     | 0,00   |                    |
| 1°                         | 2004/05             | 20                  | 1     | 6     | -      | -                   | -                   | 9                   | 1                          | 1                          | 29                         | 2     | 0     | 0,00   |                    |
| 1°                         | 2005/06             | 6                   | 1     | 1     | -      | -                   | -                   | 2                   | 0                          | 1                          | 8                          | 1     | 2     | 0,12   |                    |
| 1°                         | 2006/07             | 10                  | 0     | 0     | -      | -                   | -                   | 5                   | 0                          | 1                          | 15                         | 0     | 0     | 0,00   |                    |
| Total                      | Total               | 49                  | 3     | 11    | -      | -                   | -                   | 25                  | 2                          | 3                          | 74                         | 5     | 14    | 0,13   |                    |
| Pumas de la UNAM · México  |                     |                     |       |       |        |                     |                     |                     |                            |                            |                            |       |       |        |                    |
| 1°                         | 2007/08             | 35                  | 4     | 6     | -      | -                   | -                   | -                   | -                          | -                          | 35                         | 4     | 6     | 0,11   |                    |
| Total                      | Total               | 35                  | 4     | 6     | -      | -                   | -                   | -                   | -                          | -                          | 35                         | 4     | 6     | 0,11   |                    |
| Flamengo · Brasil          |                     |                     |       |       |        |                     |                     |                     |                            |                            |                            |       |       |        |                    |
| 1°                         | 2008/09             | 7                   | 0     | 1     | -      | -                   | -                   | -                   | -                          | -                          | 7                          | 0     | 1     | 0,00   |                    |
| Total                      | Total               | 7                   | 0     | 1     | -      | -                   | -                   | -                   | -                          | -                          | 7                          | 0     | 1     | 0,00   |                    |
| River Plate Argentina      |                     |                     |       |       |        |                     |                     |                     |                            |                            |                            |       |       |        |                    |
| 1°                         | 2009                | 0                   | 0     | 0     | -      | -                   | -                   | 5                   | 1                          | 0                          | 5                          | 1     | 0     | 0,14   |                    |
| Total club                 | Total club          | 0                   | 0     | 0     | -      | -                   | -                   | 5                   | 1                          | 0                          | 79                         | 6     | 14    | 0,14   |                    |
| Estudiantes Tecos · México |                     |                     |       |       |        |                     |                     |                     |                            |                            |                            |       |       |        |                    |
| 1°                         | 2009/10             | 27                  | 2     | 8     | 4      | 1                   | 3                   | 2                   | 0                          | 0                          | 33                         | 3     | 11    | 0,09   |                    |
| 1°                         | 2010/11             | 30                  | 1     | 11    | -      | -                   | -                   | -                   | -                          | -                          | 30                         | 1     | 11    | 0,00   |                    |
| 1°                         | 2011/12             | 29                  | 6     | 8     | -      | -                   | -                   | -                   | -                          | -                          | 29                         | 6     | 8     | 0,20   |                    |
| Total                      | Total               | 86                  | 8     | 27    | 4      | 1                   | 3                   | 2                   | 0                          | 0                          | 92                         | 9     | 30    | 0,09   |                    |
| América · México           |                     |                     |       |       |        |                     |                     |                     |                            |                            |                            |       |       |        |                    |
| 1°                         | 2012/13             | 32                  | 6     | 10    | 8      | 1                   | 1                   | -                   | -                          | -                          | 40                         | 7     | 11    | 0,17   |                    |
| 1°                         | 2013/14             | 36                  | 9     | 12    | -      | -                   | -                   | 3                   | 0                          | 1                          | 39                         | 9     | 13    | 0,21   |                    |
| 1°                         | 2014/15             | 24                  | 3     | 7     | -      | -                   | -                   | 3                   | 0                          | 2                          | 27                         | 3     | 9     | 0,13   |                    |
| 1°                         | 2015/16             | 35                  | 5     | 8     | 1      | 0                   | 0                   | 11                  | 1                          | 7                          | 47                         | 6     | 19    | 0,13   |                    |
| 1°                         | 2016                | 18                  | 1     | 2     | 3      | 1                   | 0                   | 2                   | 0                          | 1                          | 23                         | 2     | 3     | 0,05   |                    |
| Total                      | Total               | 145                 | 24    | 39    | 12     | 2                   | 1                   | 19                  | 1                          | 11                         | 176                        | 27    | 55    | 0,16   |                    |
| Pachuca · México           |                     |                     |       |       |        |                     |                     |                     |                            |                            |                            |       |       |        |                    |
| 1°                         | 2019-20             | 24                  | 1     | 5     | 2      | 0                   | 0                   | -                   | -                          | -                          | 26                         | 1     | 5     | 0,10   |                    |
| Total                      | Total               | 24                  | 1     | 5     | 2      | 0                   | 0                   | -                   | -                          | -                          | 26                         | 1     | 5     | 0,10   |                    |
| Toluca · México            |                     |                     |       |       |        |                     |                     |                     |                            |                            |                            |       |       |        |                    |
| 1°                         | 2016-17             | 12                  | 1     | 4     | 2      | 1                   | 1                   | -                   | -                          | -                          | 14                         | 2     | 5     | 0,16   |                    |
| 1°                         | 2017-18             | 38                  | 4     | 12    | 9      | 3                   | 0                   | -                   | -                          | -                          | 47                         | 7     | 12    | 0,14   |                    |
| 1°                         | 2018-19             | 12                  | 5     | 4     | -      | -                   | -                   | -                   | -                          | -                          | 12                         | 5     | 4     | 0,66   |                    |
| 1°                         | 2020-21             | 23                  | 4     | 7     | -      | -                   | -                   | -                   | -                          | -                          | 23                         | 4     | 7     | 0,66   |                    |
| Total                      | Total               | Total               | 85    | 14    | 27     | 11                  | 4                   | 1                   | -                          | -                          | -                          | 96    | 18    | 28     | 0,19               |
| Total en su carrera        | Total en su carrera | Total en su carrera | 421   | 56    | 106    | 29                  | 7                   | 5                   | 33                         | 2                          | 12                         | 483   | 65    | 127    | 0,13               |

#### Estadísticas como técnico
| Equipo                    | Div.                 | Torneo               | Estadísticas | Estadísticas | Estadísticas | Estadísticas | Estadísticas | Estadísticas | Estadísticas | Estadísticas | Estadísticas |
| Equipo                    | Div.                 | Torneo               | PJ           | G            | E            | P            | GF           | GC           | DG           | Efectividad  | Puntos       |
| ------------------------- | -------------------- | -------------------- | ------------ | ------------ | ------------ | ------------ | ------------ | ------------ | ------------ | ------------ | ------------ |
| Deportivo Maipú Argentina | 2.ª                  |                      |              |              |              |              |              |              |              |              |              |
| Deportivo Maipú Argentina | 2.ª                  | 2024                 | 3            | 0            | 0            | 3            | 0            | 6            | -6           | 0%           | 0            |
| Deportivo Maipú Argentina | Total                | Total                | 3            | 0            | 0            | 3            | 0            | 6            | -6           | 0%           | 0            |
| Total en sus equipos      | Total en sus equipos | Total en sus equipos | 3            | 0            | 0            | 3            | 0            | 6            | -6           | 0%           | 0            |

## Palmarés

### Campeonatos nacionales
| Título           | Equipo      | País      | Edición |
| ---------------- | ----------- | --------- | ------- |
| Primera División | River Plate | Argentina | 2003    |
| Primera División | River Plate | Argentina | 2004    |
| Brasileirao      | Flamengo    | Brasil    | 2009    |
| Liga MX          | América     | México    | 2013    |
| Liga MX          | América     | México    | 2014    |

### Campeonatos internacionales
| Título                  | Equipo  | Lugar  | Edición |
| ----------------------- | ------- | ------ | ------- |
| Liga Campeones CONCACAF | América | Canadá | 2014-15 |
| Liga Campeones CONCACAF | América | México | 2015-16 |

### Distinciones individuales
| Distinción                                                  | Año     |
| ----------------------------------------------------------- | ------- |
| Balón de Oro al mejor jugador de la Concacaf Liga Campeones | 2015-16 |
| Balón de Oro al mejor medio defensivo de la Liga MX         | 2017-18 |
| Balón de Oro al mejor jugador de la Liga MX                 | 2017-18 |